# Billy Graham (pugile)
William “Billy” Walter Graham Jr. (New York City, 9 settembre 1922 – 22 gennaio 1992) è stato un pugile statunitense.
La International Boxing Hall of Fame lo ha riconosciuto fra i migliori pugili di ogni tempo.

## Gli inizi
Professionista dal 1941.

## La carriera
Incontrò e sconfisse campioni come Kid Gavilán e Carmen Basilio.
Fu sconfitto due volte in incontri validi per il titolo mondiale dallo stesso Kid Gavilán.
Nella sua lunga carriera, pur avendo incontrato i migliori pugili della propria categoria, non subì mai nessun KO.